# Rhynchina striga
Rhynchina striga är en fjärilsart som beskrevs av Felder 1872/74. Rhynchina striga ingår i släktet Rhynchina och familjen nattflyn. Inga underarter finns listade.